# Arthur Arz von Straußenburg
Arthur Arz von Straußenburg, né le 16 juin 1857 à Hermannstadt et mort le 1er juin 1935 à Budapest, est un officier supérieur austro-hongrois. Lors du déclenchement de la Première Guerre mondiale, il commande la 15e division d'infanterie. Très vite, il est promu à la tête du 6e corps d'armée puis de la 1re armée. Il participe en 1915, à l'offensive de Gorlice-Tarnów et à la campagne de Roumanie en 1916. En mars 1917, il devient chef de l'État-major général et le demeure jusqu'à sa démission le 3 novembre 1918.

## Biographie

### Origine et jeunesse
Arthur Arz von Straußenburg est né le 16 juin 1857 à Hermannstadt (en roumain Sibiu). Sa famille appartient à la minorité germanophone d'origine saxonne de Transylvanie, alors province de l'Autriche impériale, puis à partir de 1867 partie de la Hongrie au sein de l'Autriche-Hongrie. La mère d'Arthur Arz von Straußenburg est Louise Pfaffenhuber ; son père, Karl von Arz Straußenburg, est un pasteur évangélique très respecté qui obtient le titre de baron et qui siège à la Chambre haute hongroise.
Arthur Arz von Straußenburg fait ses études à Hermannstadt et Dresde où il obtient des résultats scolaires remarquables. Il décide d'entamer des études universitaires de droit mais avant, il effectue un service militaire volontaire d'un an entre 1876 et 1877 dans un bataillon hongrois de Rendőrség pour devenir lieutenant de réserve.

### Début de carrière
En 1878, Arz von Straußenburg réussit l'examen d'officier de réserve et demande sa mutation dans l'armée austro-hongroise régulière. Au cours de la même année, il obtient le grade de lieutenant d'active pour poursuivre une carrière d'officier.
Entre 1885 et 1887, Arz von Straußenburg suit des cours à l'École de guerre de Vienne, où ses brillants résultats lui permettent d'être affecté comme officier d'état-major à l'État-major général de l'armée. En 1895, il est promu au grade de capitaine et seconde le Feldzeugmeister Anton von Schönfeld dans sa fonction d'inspecteur général des armées jusqu'à la mort de ce dernier en 1898. Il réintègre alors l'État-major général. Promu successivement major, puis Oberstleutnant, Arz von Straußenburg devient le chef d'état-major du 2e corps d'armée commandé par l'archiduc Eugène. Le 1er mai 1902, il est promu Oberst et nommé au bureau de gestion de l'état-major, il dirige ce bureau à partir de mai 1903. La même année, il épouse Stefanie von Tomka Tomkahaza und Falkusfalva, issue de la noblesse hongroise ; ils ont une fille.
En novembre 1908, Arz von Straußenburg obtient le grade de Generalmajor prend le commandement de la 61e brigade d'infanterie. Il est considéré comme l'un des officiers les plus prometteurs et les plus compétents de l'armée, au cours de manœuvres militaires d'automne 1911, il reçoit les éloges et une évaluation « exceptionnelle » de son ancien commandant, l'archiduc Eugène. En 1912, il est muté à la tête de la 15e division d'infanterie cantonnée à Miskolc. Il est nommé Feldmarschall-Leutnant en 1913, puis muté au ministère de la Guerre à Vienne.

### Première Guerre mondiale

#### 1914-1916
Lors du déclenchement de la Première Guerre mondiale, Arz von Straußenburg demande son transfert sur un poste opérationnel. Il reprend le commandement de la 15e division d'infanterie, il participe à sa tête à la bataille de Komarów. Le 7 septembre, Arz von Straußenburg est nommé commandant du VIe corps d'armée qui est intégré à la 4e armée austro-hongroise et combat victorieusement à la bataille de Limanowa en décembre 1914. Au cours du printemps 1915, Arz von Straußenburg joue un rôle majeur dans l'offensive de Gorlice-Tarnów aux côtés des troupes allemandes. Durant l'été 1915, il combat à nouveau à Grodek-Magierow et lors de la prise Brest-Litovsk. En septembre 1915, il est promu au grade de General der Infanterie pour ses actions du printemps et de l'été, il obtient également le respect des officiers allemands qui reconnaissent ses capacités de commandement lorsqu'il combat avec la XIe armée allemande du général Mackensen.

#### Campagne de Roumanie
Avec l'entrée en guerre de la Roumanie aux côtés des Alliés qui se profile, Arz von Straußenburg quitte, le 16 août 1916, le 6e corps d'armée pour être affecté à la tête de la 1re armée austro-hongroise nouvellement réorganisée. Quand il arrive à Kolozsvár (Cluj), ville de concentration des troupes de la 1re armée mobilisées face à la Roumanie, il n'a sous ses ordres que 10 000 hommes. Il déclare alors : « Je suis un commandant d'armée sans armée ». Le 27 août, lors de la déclaration de guerre de la Roumanie, les troupes ne sont toujours pas renforcées. Il faut attendre le début l'offensive roumaine en Transylvanie pour que le gouvernement hongrois exige le renforcement de la 1re armée, qui est rapidement réalisé.
Les forces roumaines franchissent la frontière le 28 août en six colonnes distinctes en passant par six cols des Carpates, convergent vers Kronstadt (Braşov) et percent le faible dispositif austro-hongrois. Le 4 septembre, elles atteignent Sepsiszentgyörgy (Sântu-Gheorghe) dans le pays sicule. Pour lutter contre les colonnes roumaines du sud, Arz von Straußenburg organise une retraite savante, freinant l'avance roumaine, fait entrer en ligne les 141e et 142e brigades de la 71e division d'infanterie. Les colonnes roumaines du nord tentent de remonter le long des Carpates orientales et du front moldave afin de profiter du soutien de la 9e armée russe. Pour contrer ce mouvement, Arz von Straußenburg déploie les 16e, 19e divisions d'infanterie et des éléments de la 61e division ; il doit cependant se défendre des critiques du gouvernement de Budapest, qui reprochent à l'armée commune d'abandonner à l'ennemi la Transylvanie hongroise et souhaitent mener la guerre contre la Roumanie aux frontières du royaume magyar.
En coopération avec la IXe armée allemande et profitant des difficultés logistiques de l'armée roumaine, Arz von Straußenburg et la 1re armée austro-hongroise parviennent en huit semaines à repousser au-delà de la frontière. Grâce à cette action militaire, Arz von Straußenburg est remarqué, respecté et considéré par le nouvel empereur austro-hongrois, Charles Ier. D'autres commandants ont également salué son rôle au cours de la campagne, comme Franz Conrad von Hötzendorf qui écrit de lui qu'il a « prouvé être un leader résolument énergique dans les situations les plus difficiles...  » et Boroević von Bojna qui le qualifie de « général exceptionnel » ayant un « honorable, noble caractère ».
Arz von Straußenburg reste au commandement de la 1re armée austro-hongroise jusqu'en février 1917. Une fois les opérations principales terminées en Roumanie, il soutient les opérations de la IXe armée de Falkenhayn, puis l'armée allemande du Danube sous les ordres de Mackensen.

#### Chef de l'État-major général
Après le décès de l'empereur François-Joseph Ier le 21 novembre 1916, le pouvoir revient à Charles Ier. Pendant quelques semaines suivant son accession au trône, il s'entretient avec les dirigeants civils et militaires de l'Empire. Charles Ier prend personnellement le commandement de l'ensemble des forces armées de l'Empire. Il s'ensuit des conflits d'influence entre l'empereur, soutenu par les archiducs, et le chef de l'État-major général Conrad von Hötzendorf, limogé le 1er mars 1917. Le jour même, Charles Ier nomme Arz von Straußenburg comme chef de l'État-major général. Il bénéficie, non seulement d'une réputation d'affabilité et d'amabilité, mais aussi de la relégation des cadres proches de Conrad.
Arz von Straußenburg prend son poste de chef de l'État-major général au Haut Commandement de l'Armée (AOK) à Baden et impose un style de commandement complètement différent. Contrairement à son prédécesseur ambitieux et intéressé par les affaires politiques, Arz von Straußenburg est un conseiller fidèle de l'empereur pour les questions militaires et exprime l'opinion des militaires austro-hongrois sur certaines revendications territoriales allemandes en Pologne austro-hongroise : en janvier 1918, il donne son avis à Czernin, alors ministre commun des Affaires étrangères, sur la cession par la double monarchie au profit du Reich du bassin houiller de Dombrowa, en Silésie autrichienne ; cette cession aboutirait, selon lui, à une mise sous tutelle de facto de la double monarchie par le Reich ; de même, il se montre très réservé sur la politique menée par les puissances centrales en Ukraine à partir de mars 1918, au moment où la Rada de Kiev, directement menacée par les troupes bolcheviques, aurait selon lui dû être soutenue plutôt que surveillée et pillée. À partir de juin 1918, au moment où l'Autriche-Hongrie, épuisée par sa défaite en Italie, doit céder devant les exigences allemandes, il préconise un alignement complet de la politique de la double monarchie sur la politique du Reich, afin de permettre à la « double monarchie » d'en tirer le maximum de profits possible.
Le changement de chef à la tête de l'AOK permet l'harmonisation des relations avec l'OHL allemand dirigé par Hindenburg et Ludendorff. Arz von Straußenburg est un admirateur du système militaire allemand et un partisan intéressé, pour la double monarchie, d'une alliance renforcée avec l'Allemagne. L'OHL devient plus influent sur les opérations militaires de la double monarchie, ce qui déplaît aux politiques austro-hongrois. L'accroissement du soutien militaire de l'Allemagne permet les succès militaires de l'été et de l'automne 1917 avec la défense du front est lors de l'offensive Kerenski et la victoire de Caporetto sur le front italien. Le 19 avril 1917 l'empereur décerne la dignité de baron dans l'aristocratie hongroise à Arz von Straußenburg, promu le 9 février 1918 Generaloberst.
Von Straußenburg est responsable de la planification de l'attaque contre l'Italie de l'été 1918 avec les troupes expérimentées et aguerries, redéployées à l'Ouest depuis le front russe, à la suite du retrait de la guerre de la Russie bolchevique. Les généraux Conrad von Hötzendorf et Boroević von Bojna ont tous deux demandé de prendre le commandement de l'offensive, mais ni Arz von Straußenburg ni les membres de l'AOK n'ont pu choisir entre les deux hommes. L'empereur a proposé un compromis qui est adopté : diviser en deux groupes d'égale force les renforts et à attaquer les positions italiennes sur deux secteurs différents. Ce choix a abouti à l'échec total de l'offensive sur la rivière Piave en juin 1918, brisant les dernières velléités offensives austro-hongroises.
Von Straußenburg est également amené à seconder son monarque lors des conférences avec les responsables allemands : il participe ainsi à la conférence de Spa du 14 août 1918 : à cette occasion, il soutient Charles Ier dans sa volonté de faire la paix le plus rapidement possible contre les responsables du Reich qui se montrent désireux d'attendre « le moment opportun » pour demander la cessation des hostilités. Au mois de septembre, il tente de colmater le front bulgare qui s'écroule, sous les coups des succès alliés en Macédoine, en redéployant une partie des unités engagées face aux Italiens sur le front de Macédoine, afin de reconstituer un front au niveau de Niš.
Von Straußenburg assume pleinement ses responsabilités devant la défaite des troupes austro-hongroises et remet sa démission à l'empereur qui la refuse. L'entrée en guerre des États-Unis et les envois de troupes rompent l'équilibre des forces. À la fin du mois d'octobre 1918, l'union entre l'Autriche et la Hongrie est rompue. Arz déclare que l'armée n'est plus apte à continuer la guerre, et conseille à Charles Ier de proposer une trêve pour éviter des effusions de sang inutiles. L'empereur abandonne le commandement des armées le 2 novembre 1918 et souhaite transférer cette charge à von Straußenburg qui, ne souhaitant pas être signataire de l'armistice, demande à l'empereur de nommer à sa place le maréchal commandant en chef Hermann Kövess von Kövesshaza. Le 3 novembre 1918, l'armistice entre l'Italie et l'Autriche-Hongrie est signé à la Villa Giusti et devant prendre effet 36 heures plus tard. Les conditions de l'armistice n'étant pas correctement transmises aux troupes, plus de 350 000 soldats autrichiens ont été faits prisonniers alors qu'ils pensaient l'armistice signé, mais ont été libérés ensuite.

### Position sur la guerre dans les Balkans
Dans sa biographie, Arz von Straußenburg rejette l'idée que l'expansionnisme austro-hongrois ait déclenché la guerre. Pour lui, des conquêtes auraient bouleversé l'équilibre fragile entre l'Autriche et la Hongrie. Il considère que le but premier de la guerre a été simplement la consolidation et la préservation de la « double monarchie ».
Cependant, dans des lettres datées de juillet 1918 au ministre des Affaires étrangères Burian, Arz von Straußenburg exprime des opinions bien différentes (et partagées par la plus grande partie de l'état-major austro-hongrois) : « Le gagnant a le droit de tirer les conséquences de sa victoire dans son jugement. Nous sommes les gagnants dans la péninsule balkanique... Je veux voir l'élimination de la menace Grande Serbie en tant qu'un État-nation serbe indépendant. Seule cette solution radicale à la question peut nous prémunir contre de nouvelles crises... »
En juillet 1918, Arz von Straußenburg souhaite voir l'Albanie devenir un pays neutre et ami par des liens constitutionnels. Il propose également d'envoyer quelques bataillons symboliquement en Arménie et dans le Caucase afin d'établir une présence austro-hongroise pour le futur partage du pétrole de Bakou.

### Après-guerre
Après la guerre, Arz von Straußenburg démissionne du service actif et est contraint de s'installer à Vienne. Son lieu de naissance en Transylvanie est devenu une partie de la Roumanie qui refuse aux familles l'ayant combattue de résider sur le sol roumain. Il est constitutionnellement un citoyen hongrois, mais la Hongrie, pas plus que la Roumanie, n'accepte de payer sa pension de retraite. Il vit alors dans des conditions très difficiles avec l'aide de dons et de collectes d'autres anciens officiers. Il est, de plus, jugé pour son rôle dans l'armistice, de nombreuses personnes considérant que l'ordre de cessez-le-feu est arrivé trop tôt dans la troupe de sorte qu'il est considéré comme responsable de la capture de nombreux soldats autrichiens dans les dernières heures du conflit. Cette captivité ayant été de courte durée, il est acquitté.
La situation financière d'Arz von Straußenburg change en 1926, lorsque la Hongrie lui accorde une pension, à la condition de se présenter personnellement à Budapest pour la toucher. Il continue à habiter Vienne, et contrairement à Ottokar Czernin il écrit ses mémoires et décrit ses expériences d'officier sans chercher à se justifier et sans exprimer d'opinions politiques. Au cours d'un séjour à Budapest pour toucher sa pension, il est victime d'une crise cardiaque ; il décède le 1er juillet 1935. Il est enterré avec les honneurs militaires les plus élevés au cimetière Kerepesi à Budapest.

## Honneurs et décorations
- Commandeur de l'ordre militaire de Marie-Thérèse
- Récipiendaire de la croix Pour le Mérite
- Chevalier de 1re classe de l'ordre de la Couronne de fer.
- Grand-croix de l'ordre de l'Aigle rouge
- Grand-croix de l'ordre impérial de Léopold
- Ordre militaire de Saint-Henri
- Ordre du Mérite militaire (Bulgarie)
- Ordre de l'Osmaniye